# Maynardville
Maynardville är administrativ huvudort i Union County i Tennessee. Vid 2020 års folkräkning hade Maynardville 2 456 invånare.